# دیوار لاستیکی (فیلم)
دیوار لاستیکی (به ایتالیایی: Il muro di gomma) یک فیلم درام ایتالیایی به کارگردانی مارکو ریسی در سال ۱۹۹۱ است. این فیلم به ماجرای سقوط هواپیمای پرواز ۸۷۰ ایتاوا می‌پردازد و در چهل و هشتمین جشنواره بین‌المللی فیلم ونیز نیز شرکت داشته‌است.

## داستان
در ایتالیا، عصر روز ۲۷ ژوئن ۱۹۸۰، یک هواپیمای غیرنظامی ایتاویا، که از بولونیا به پالرمو پرواز می‌کرد، در حین پرواز ناپدید می‌شود. کمی بعد، بقایای هواپیما در نزدیک اوستیکا پیدا شد و مشخص می‌شود این پرواز، هشتاد نفر قربانی داشته‌است. دلایل آن هنوز نامعلوم است.

## بازیگران
- کورسو سالانی: روکو فرانته
- آنجلا فینوکیارو: جیانینا
- ایوانو مارسکوتی: جولیو
- آنتونلو فاساری: فرانکو
- کارلا بندیتی: ساندرا
- پیترو گیسلندی: کورا
- دیوید زارد: آژانته سگرتو
- ماریو پاتانه: پائولو
- الیانا میگلیو: آنا
- جیانفرانکو بارا: وزیر دفاع
- ایوو گارانی: رئیس ستاد دفاع
- سرجیو فیورنتینی: رئیس کل ستاد نیروی هوایی
- لوئیجی مونتینی: سخنگوی عمومی نیروی هوایی
- تونی اسپیراندئو: جانشین فرمانده کل نیروی هوایی
- دیوید براندون: دیپلمات آمریکایی
- لوئیجی مونتینی
- رافائلا لبورونی